# يان بوبلوهار
يان بوبلوهار (12 أغسطس 1935 - 6 مارس 2011)، لاعب كرة قدم سلوفاكي معتزل كان يجيد اللعب في مركز الليبرو . تم اختياره أفضل لاعب كرة قدم تشيكوسلوفاكي لسنة 1965 على الرغم من تواجد جوزيف ماسوبوست .

## المسيرة الرياضية
بدأ بوبلوهار مسيرته الرياضية في مدرسته الثانوية برنو . انضم إلى نادي سلوفان براتيسلافا التشيكوسلوفاكي سنة 1955 وأمضى فيه 14 موسم متتالي حيث شارك في 262 مباراة مسجلا 21 هدف . ثم انتقل إلى نادي ليون الفرنسي في سنة 1968 وبعد سنتين عاد إلى تشيكوسلوفاكيا وانضم إلى نادي رودا هفيزدا برنو ثم انتقل إلى نادي زبرويوفكا برنو سنة 1972 وبعدها قرر اعتزال لعب كرة القدم نهائيا في 1979 . مع الناديين الأخيرين شارك بوبلوهار في 306 مباراة مسجلا 24 هدف .
شارك مع منتخب تشيكوسلوفاكيا في 62 مباراة مسجلا هدف واحد في الفترة من 1958 إلى 1967 . خلال هذه الفترة اشترك في بطولة كأس العالم لكرة القدم 1958 التي أقيمت في السويد ولكنه خرج من الدور الأول على يد منتخب إيرلندا الشمالية في مباراة فاصلة لتحديد المتأهل إلى الدور الربع النهائي كذلك شارك في بطولة كأس العالم لكرة القدم 1962 التي أقيمت في تشيلي . في المباراة الثانية أمام حامل اللقب منتخب البرازيل تعرض المهاجم البرازيلي الشهير بيليه للإصابة ووقع على أرضية الملعب ففضل على خلاف ما كان سائد في ذلك الوقت باستغلال ما حدث لصالح منتخب بلاده باخراج الكرة من أرض الملعب واستدعاء حكم الساحة للتصرف في شأن بيليه المصاب وهذا الأمر جعل الاتحاد الدولي لكرة القدم إلى تقديم جائزة اللعب النظيف إليه في سنة 1997 لسلوكه الرياضي العالي . ساهم بعد ذلك بوبلوهار في تأهل منتخب بلاده إلى المباراة النهائية ولكنه خسر من منتخب البرازيل 1-3 .
في سنة 1963 تم استدعائه برفقة مواطنيه سفاتوبلوك بلوسكال وجوزيف ماسوبوست للمشاركة في احتفالية الاتحاد الدولي لكرة القدم بمرور 100 عام على بداية كرة القدم الحديثة على ملعب ويمبلي بإنجلترا حيث شارك ضمن منتخب نجوم العالم الذي ضم الأرجنتيني/الإسباني ألفريدو دي ستيفانو ، الفرنسي ريموند كوبا ، الألماني الغربي أوفي زيلر ، الاسكتلندي دينيس لو ، البرتغالي أوزيبيو ، والمجري/الإسباني فيرينك بوشكاش .
بعد الاعتزال اشترك في عدة أعمال تجارية ولكنه لم يحالفه النجاح وتعرض لاشهار افلاسه ونتيجة لذلك فقد عاش لفترة طويلة في بنسيون متواضع ووظيفة غير مناسبة واعتلت صحته كثيرا وتعرض لمشاكل صحية مزمنة .

## روابط خارجية
- يان بوبلوهار على موقع الاتحاد الدولي (مؤرشف)  (الإنجليزية)
- يان بوبلوهار على موقع الاتحاد التشيكي (الإنجليزية)
- يان بوبلوهار على موقع قاعدة بيانات كرة القدم.إي يو (الإنجليزية)
- يان بوبلوهار على موقع ناشيونال فوتبول تيمز (الإنجليزية)
- يان بوبلوهار على موقع عالم كرة القدم.نت (الإنجليزية)